# Кук (окръг, Джорджия)
Вижте пояснителната страница за други значения на Кук.
Окръг Кук (на английски: Cook County) е окръг в щата Джорджия, Съединени американски щати. Площта му е 603 km², а населението - 16 333 души. Административен център е град Адел.